# Брајан Клеј
Брајан Езра Цумору Клеј (енгл. Bryan Ezra Tsumoru Clay; јап. 石井 積, Иши Цумору, Остин (Тексас), 3. јануар 1980.) је некадашњи амерички атлетичар који је у десетобоју освојио златну медаљу на Олимпијским играма 2008. Био је и Светски шампион 2005. године.

## Биографија
Клеј је рођен у Остину, Тексас, а одрастао је на Хавајима. Његова мајка, Мишеле Ишимото, била је јапанска имигранткиња у Америци. Његов отац, Грег Клеј, био је Афроамериканац. Родитељи су му се развели када је Брајан био у основној школи и одгајала га је првенствено мајка. Има млађег брата Николаса, који је такође био истакнути спортиста у свом колеџу. 
Брајан је ожењен Саром Смит. Имају сина Џејкоба (рођеног 2005) и две ћерке Кетрин (Кејт), рођену 2007. и Елизабет (Ели), рођену 2010.

## Атлетска каријера
У средњој школи се такмичио у атлетици када су га тренирали Дакре Бовен и Мартин Хи. Затим је похађао Универзитет Азуса Пацифик, евангелистички колеџ у близини Лос Анђелеса, где га је тренирао Мајк Барнет. Клеј је одлучио да се такмичи у десетобоју на наговор олимпијца Криса Хафинса.
Клеј је освојио сребрну медаљу на Олимпијским играма 2004. и на Светском првенству 2005. Због повреда није могао да заврши Светско првенство 2007.
Клеј је освојио златну медаљу на Олимпијским играма 2008. у десетобоју. Његова убедљива победа од 240 поена разлике у односу на другопласираног десетобојца била је најубедљивија још од Игара 1972.
Клејови покушаји да поврати титулу на Светском првенству били су осујећени повредом тетиве у јуну 2009. Због тога је пропустио шансу да се такмичи на Светском првенству 2009. у Берлину. Вратио се 2010. и победио у седмобоју на Светском првенству у дворани 2010.
2012. Клеј се није квалификовао за Олимпијске игре у Лондону зато што се у америчким квалификацијама у десетобоју саплео преко 9. препоне на 110 метара са препонама, па је ван равнотеже заобишао десету препону. Првобитно је био дисквалификован због обилажења препоне, али је та одлука поништена, признавајући му резултат од 16,81 с, око 1.5 секунде спорији од следећег најспоријег такмичара. Клеј је имао и три узастопна преступа у бацању диска, па у овој дисциплини није укњижио бодове. Ипак је завршио такмичење у десетобоју, али се није квалификовао за Олимпијске игре.

## Највећи успеси
- 2010 Светско првенство у дворани - златна медаља
- Олимпијске игре 2008. – десетобој  – златна медаља
- 2008 Светско првенство у дворани - златна медаља
- Олимпијске игре 2004. – десетобој  – сребрна медаља
- 2004. Светско првенство у дворани - сребрна медаља

## Лични рекорди

### На отвореном
| Дисциплина         | Резултат                 | Место       | Датум             | Поена       |
| ------------------ | ------------------------ | ----------- | ----------------- | ----------- |
| Десетобој          | 8.832 поена              | Јуџин       | 30. јун 2008.     | 8.832 поена |
| 100 метара         | 10.27 с (ветар +0.2 м/с) | Гецис       | 29. мај 2010.     | 1.011 поена |
| Скок удаљ          | 8.06 м                   | Чула Виста  | 6. јун 2004.      | 1.076 поена |
| Бацање кугле       | 16.27 м                  | Пекинг      | 21.август 2008.   | 868 поена   |
| Скок увис          | 2.10 м                   | Москва      | 11. март 2006.    | 896 поена   |
| 400 метара         | 47.78 с                  | Тампа       | 16. мај 1998.     | 920 поена   |
| 110 метара препоне | 13.64 с (ветар -0.3м/с)  | Лос Анђелес | 8. мај 2010.      | 1.022 поена |
| Бацање диска       | 55.87 м                  | Карсон      | 24. јун 2005.     | 993 поена   |
| Скок мотком        | 5.15 м                   | Ејмс        | 15. фебруар 2008. | 957 поена   |
| Бацање копља       | 72.00 м                  | Хелсинки    | 10. август 2005.  | 920 поена   |
| 1.500 метара       | 4:38.93                  | Јуџин       | 22. јун 2001.     | 687 поена   |

### У дворани
| Дисциплина             | Резултат   | Место      | Датум             |
| ---------------------- | ---------- | ---------- | ----------------- |
| Седмобој               | 6.371 поен | Валенсија  | 9. март 2008.     |
| 60 метара              | 6.65 с     | Будимпешта | 6. март 2004.     |
| 60 метара са препонама | 7.77 с     | Албукерки  | 27. фебруар 2010. |
| 200 метара             | 21.34 с    | Азуса      | 17. фебруар 2001. |
| 1.000 метара           | 2:49.41    | Будимпешта | 7. март 2004.     |

## Политички ангажман
Клеј је говорио на Републичкој националној конвенцији 2008.